# Gavetta

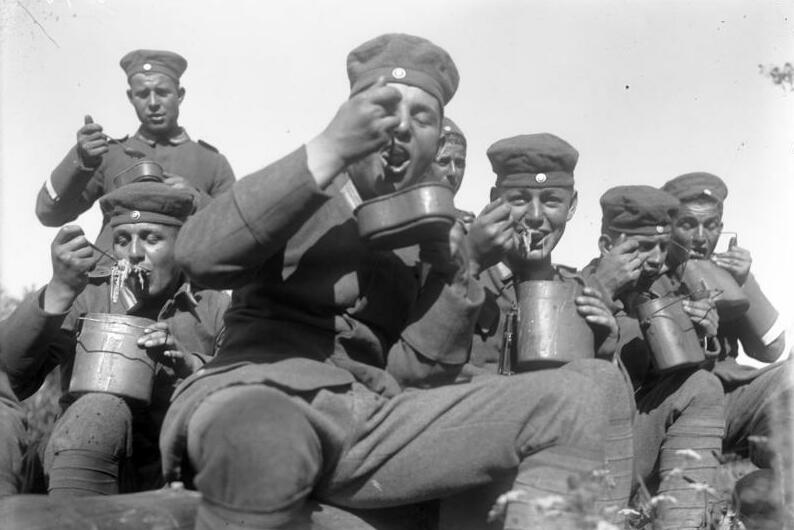
Soldati tedeschi mangiano dalle gavette

La gavetta o gamella è un contenitore per cibi in metallo, principalmente alluminio o acciaio inox. 

## Uso
Viene usata per trasportare e consumare il cibo in situazioni in cui non è possibile cucinare, come sui luoghi di lavoro, al campeggio, dagli scout, oppure in campagne militari; oggi è sempre meno utilizzata a favore di contenitori in plastica o dai piatti usa e getta. 
Quando è portata sul posto di lavoro per scaldare le vivande contenute all'interno, la gavetta può essere immersa in contenitori di acqua calda, ottenendo un riscaldamento del cibo a bagnomaria. In situazioni di necessità in campo militare o scautistico può fungere da pentola, messa direttamente su di un fuoco.

## Struttura
Composta generalmente di due pezzi che si incastrano tra di loro, un contenitore che può fungere da ciotola o da pentolino e un coperchio che funge da coperchio utilizzabile come piatto.
Alcune sono dotate di una chiusura a molla che permette di rendere la gavetta a tenuta stagna impedendo la fuoriuscita del cibo anche se liquido. La prima ad essere studiata specificatamente per operai e studenti, caratterizzata dalla chiusura ermetica, è "la 2000", progettata da Renato Caimi e prodotta industrialmente a partire dal 1952 in società con il fratello Mario dalla Pentolux di Nova Milanese ed in seguito dalla Caimi Brevetti.

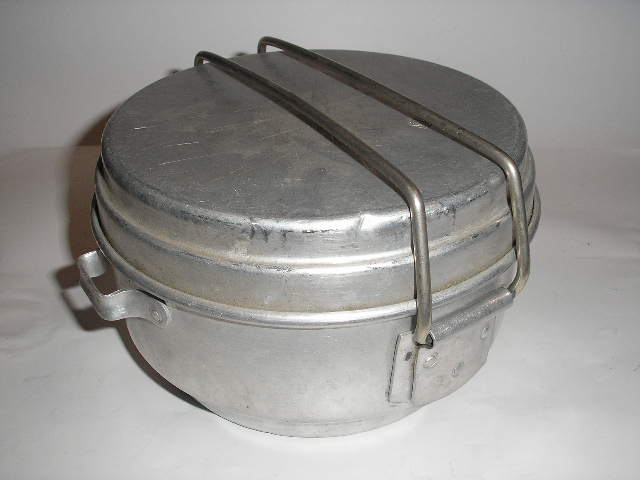
gavetta a tenuta ermetica

## Metonimia
Normalmente con l'espressione fare la gavetta viene indicato un periodo di sacrifici finalizzati a imparare un mestiere, con il significato di iniziare dal basso.